# Авалон (Џорџија)
Авалон (енгл. Avalon) град је у америчкој савезној држави Џорџија. По попису становништва из 2010. у њему је живело 213 становника.

## Демографија
Према попису становништва из 2010. у граду је живело 213 становника, што је 65 (23,4%) становника мање него 2000. године.
| Група             | 2000.       | 2010.       |
| Белци             | 249 (89,6%) | 177 (83,1%) |
| Афроамериканци    | 22 (7,9%)   | 22 (10,3%)  |
| Азијати           | 1 (0,4%)    | 0 (0,0%)    |
| Хиспаноамериканци | 7 (2,5%)    | 2 (0,9%)    |
| Укупно            | 278         | 213         |